# Глад (управител)
Вижте пояснителната страница за други личности с името Глад.
Глад е български средновековен управител (таркан или комит) на Банат през 9 и 10 век. Според някои сведения той управлява и части от южна Трансилвания и района на Видин. Първото му споменаване в историографията е във връзка военните действия между българи и унгарци през 903 – 907 година.  Архив на оригинала от 2009-02-17 в Wayback Machine. (виж Унгарска праистория)
През 934 година маджарите нападат България при владенията на Глад и успяват да завоюват след спечелена битка територията между реките Муреш и Тамиш. Приемник на Глад е Ахтум. Изказана е хипотеза, че името на Кладово призтича от Глад → Гладово. Топонимията във владенията на Глад също издава неговото управление по тези земи.